# 石段の郷 佐俣の湯
石段の郷 佐俣の湯（いしだんのさと さまたのゆ）は、熊本県下益城郡美里町の国道218号の北側にある温泉施設で、すぐ近くに元湯 佐俣の湯がある。

## 概要
石段の郷 佐俣の湯は、1998年10月に開業後、2013年10月に道の駅美里「佐俣の湯」として登録された。また、JR九州による九州八十八湯めぐりの1つに選ばれた。　
2016（平成28）年12月25日に入館者400万人を超えた。

## 施設
- 駐車場（電気自動車用充電スタンドあり）
  - 普通車：86台
  - 大型車：7台
  - バリアフリー用 : 2台
- トイレ
- 情報コーナー
- 公衆電話
- 屋外公衆無線LAN
- 物産館 湧湧（わくわく）館
- 佐俣の湯（建物は1999年度くまもとアートポリス推進賞を受賞）
  - 大浴場、家族風呂、大広間、直営レストラン、
- 足湯
- 宿泊棟 さまたんロッジ
- 登仙（西 金吾の像、堅志田城城主）

## 休館日
- 第2木曜日

## アクセス
- 国道218号 - 登録路線

## 周辺
- 元湯 佐俣の湯(当温泉とは別の民営温泉）
- 熊延鉄道の遺構
- 霊台橋などの石橋群